# 吸血姫美夕 (テレビアニメ)
『吸血姫美夕』（ヴァンパイア ミユ）は、1997年10月6日から1998年3月30日にかけてテレビ東京で放送されたテレビアニメ。全26話。ただし、第二話の放送が急遽中止されたために実際には計25話しか放送されず、その後に未放送の第二話を含んだVHS/LD/DVD『吸血姫美夕 Integral』（ヴァンパイア ミユ インテグラル）が発売された。なお、テレビ東京系のCSアニメチャンネルのAT-Xでは、『Integral』版が放送された。

## 概要
1988年から1989年にかけて発売されたOVA版『吸血姫美夕』とは配役が全て入れ替わっており、設定も大きく変更されている。OVA版では幻想的な雰囲気が重視されたが、テレビアニメ版では『ゲゲゲの鬼太郎』や過去の特撮映画・日本映画のイメージで、神魔（しんま）に魅入られた人間の悲劇や美夕と神魔のアクションなどが重視された。完結後には続編を描いたドラマCD版が制作された。
なお、本作はOVA版のファンだった20代女性と女子中高生がターゲットである。

### 設定
主人公・美夕は監視者である。監視者は闇の世界から抜け出し、人間世界に入り込んでいる神魔（はぐれ神魔）を見つけ出し、再び闇の世界に戻すことを任務としている。そのため、美夕は永遠に14歳の姿を保ちながら、神魔が現われそうな土地の学校に中学生として潜入し、神魔の出現を待つ。ただし、美夕は神魔から人間を救うことが任務ではないので、積極的に神魔に魅入られた人間を救おうとはしない。むしろ、神魔に魅入られた時点でその人間の運命は既に狂い出しており、ごく稀に美夕が救いの手を差し出したり、神魔を闇の世界に帰したりしても、その人間が悲惨な状況に追い込まれていくことがほとんどである。そんな時、美夕はその人間の血を吸うことで、相手に「永遠の午睡」（えいえんのねむり）と呼ばれる状態を与えることができる。これはその人間にとって幸福に感じられる都合の良い夢を永遠に見せるということだが、周囲の人間からは精神病と判断され、その人間は精神病院へ送られることになる。
神魔の中には、監視者を守ることを任務とする守護神魔と呼ばれる一族もいる。'冷羽）の父親は守護神魔である。神魔は日本以外にもおり、美夕に仕えるラヴァは西洋からやって来た西洋神魔である。
美夕は神魔の姿を求めて度々転校して全国各地を回っているが、テレビアニメ版では第一話を除き、美夕は親友の千里（ちさと）たちがいる時輪女子学園（ときわじょしがくえん）に山野美夕（やまの みゆ）として通学しており、事件も時輪女子学園周辺で発生する。ただし、唐突に過去の話が挿入されたり、美夕が他の土地に出かけたりして、時輪女子学園周辺以外の土地が物語の舞台となることもある。

## あらすじ
美夕は永遠の14歳の監視者として、全国の学校を度々転校しては神魔を見つけ出し、闇の世界に戻していた。神魔もまた狩られることを拒み、あるいは監視者を倒すことで仲間の間での名声を高めようとして美夕に攻撃を仕掛けるなど、美夕の戦いの日々は決して終わることがなかった。
ある日、時輪女子学園に転校した美夕は千里という少女に声を掛けられ、彼女のグループと一緒に休日の街の散策に付き合うことになる。「美夕はいつも一人ぼっちだから声をかけた」と屈託なく話す千里に、美夕も好意を持つ。二人は街の露天商から友情のイコンを買って、永遠の友情を誓い合う。
その間にも、美夕は時輪女子学園周辺に出没する神魔を次々と闇の世界に送り込んでいく。しかし、弱い幼児や心優しい同年代の少女などが神魔の餌食となって運命を狂わされる様子に、美夕は自身の昔の姿を重ね、悲しい表情を浮かべる。
美夕が転入して以降の奇怪な事件の頻発に伴い、クラスメイトたちも美夕の素性に疑念を向け始める。その最中、北の地から千里の兄が帰って来る。代々の監視者を抹殺するという一族の使命を思い出し、神魔として目覚めた千里の兄は美夕によって闇に帰されるが、これは美夕を確実に抹殺する計画を実行に移すための時間稼ぎに過ぎなかった。やがて時は満ち、「最強の神魔」として目覚めた千里が美夕の前に現れる。千里は永遠に子供でいられることを喜びながら、最愛の兄を奪った美夕を倒すが、決して死ぬことのできない宿命を背負った美夕は、それでもなお蘇る。千里は駆けつけたラヴァの手によって葬られ、美夕は千里に「永遠の午睡」を与えると、再びはぐれ神魔を追って旅立つ。

## 登場人物

### 主要人物
美夕（みゆ）
声 - 長沢美樹
本作の主人公。
監視者の父と普通の人間の母から生まれた吸血姫（ヴァンパイア）で、はぐれ神魔を狩る監視者の少女。炎の使い手。長い髪を一つの団子にして垂らしており、めったにほどくことはない。丈の短い着物は、監視者に目覚めた時に纏っていたもので、素足の片方に赤いリボンを巻いている。人前では常に同じ制服を着用する（過去編では着物なども使用）。
第一話で鹿火屋学園に転校してくるが、第二話では時輪女子学園へ改めて転校。以降は最終話まで同校に在籍しながらはぐれ神魔を追い続ける。
OVA版では美少年を好む小悪魔的なキャラクターだったが、テレビアニメ版では弱い者や小さいものに同情を示す心優しい少女として描かれている。特に自分の昔を重ねる幼い少女には弱い。基本的にはぐれ神魔との戦いに人間を巻き込むことを好まず、助言などはするものの、積極的に逃がしたり助けたりすることはあまりない。また、独善的な考えの持ち主には非常に冷たく、死んだとしても気にしない。
第二話で親友となる井上千里に対し「友達」として強い思い入れを抱く。しかし、物語終盤では千里が神魔として覚醒したときには、その思いが弱点となって一度敗れる。
ラヴァ
声 - 三木眞一郎
美夕の従者。黒いマントに身を包み仮面で素顔を隠した西洋神魔。
かつて日本神魔界の征服のために日本へやってきたが、美夕に阻まれた挙句に命を助けられて以降、彼女に従うようになった。
OVA版と異なる点としては、ラヴァは言葉を話すことも自由に仮面を外すこともでき、美夕に忠告したり、彼女の危機を度々救ったりする。物や神魔を切り裂ける手刀打ちを攻撃手段とするが、本作では武器として大鎌が追加されている。美夕に敗れた証であり、最終話まで使用されることはないが、美夕の炎も使える。
死無（しーな）
声 - かないみか
美夕と行動を共にするはぐれ神魔。ウサギのような容姿を持ち、垂れ下がった片耳が片目を隠している。その片目は真実を見抜く力を持っており、神魔の正体を見破るなどする。
ドラマCD版では、これは生まれつきのものではなく、美夕と出会った際に、はぐれ神魔の持つステッキの水晶玉を奪ってはめ込んだものであることが明かされる。冷羽には美夕のペットと称される。
井上 千里（いのうえ ちさと）
声 - 白倉麻子
時輪女子学園中等部2年。好奇心旺盛で物事をはっきりと言う、愛らしい無邪気な少女。普段は同級生である鹿島由香利と青木久絵の3人でつるんでいる。
一人ぼっちの美夕を自分たちのグループに引き入れる。美夕とは意気投合し、親友となる。
何の憂いもなさそうに見えるが、実の兄である時哉を一人の男性として愛するという隠れた側面があった。
その正体は、はぐれ神魔の一派である「鳥」が入念に造り上げた最強の神魔であり、物語終盤で黒幕の神魔・嘴貪によって「神魔・千里」として覚醒する。神魔化しても人間の姿のままであるが、美夕の炎が通用しない。生前の時哉から託された矛を武器に、由香利と久絵を殺害する。そして、時哉を倒した美夕に憎しみを抱き、神魔化した自分の両親を彼女に差し向ける。しかし両親が瞬殺されるのを見るや、自らの手で美夕を追い詰めて刺し殺す。しかし美夕は蘇り、援護に駆け付けたラヴァに首を切断されて倒される。その後は、頭部だけの状態で美夕に血を吸われ、彼女の異空間の中で永遠の時を生きることになる。
鹿島 由香利（かしま ゆかり）
声 - 手塚ちはる
時輪女子学園中等部2年。千里の友人で、腕っ節の強いボーイッシュな少女。夢見がちなことを言う千里に度々突っ込む。学園の情報をどことなく仕入れて、千里たちに聞かせることもある。
物語終盤では、美夕の奇妙な雰囲気にいち早く気付く。その正体を知り、悪人ではなかったことを千里に伝えようとするも、すでに神魔として目覚めていた千里に殺される。
ドラマCD版では、妹に似ているからと声を掛けた由比達彦という青年に好意を寄せる。
青木 久絵（あおき ひさえ）
声 - 進藤こころ
時輪女子学園中等部2年。由香利と同じく千里の友人のひとり。眼鏡をかけた図書委員の優等生。
読書家で、時々薀蓄を傾けることもある。美夕の古風な言い方を教養の現われと判断し、彼女のことは割合高く評価する。
物語終盤で、美夕の正体に薄々感付くも、神魔として目覚めた千里の餌食となる。
冷羽（れいは）
声 - 緒方恵美
守護神魔の父と、幼少時に亡くなった雪女の母との間に生まれた娘で、吹雪を操る力を持つ神魔。見た目は10歳前後の少女で、額には「冷」と書かれた刻印がある。普段から、足下が見えない裾の長い着物を着用している。誰に対しても丁寧な話し方をする。
美夕が監視者となったとき、何があっても監視者を護らなければならないという守護神魔の宿命を背負わせたくない父の思いから、まだ雪女の力に目覚めておらず、守護神魔にならなかった。しかし、守護神魔であった父が美夕を守るために死に、死ぬ間際まで自分よりも彼女のことを気に掛けていたこと、また幼くして独りきりになった境遇とはぐれ神魔に襲われた恐怖により、常に誰かに護られてきた美夕に怒りを向ける。
美夕とは対照的に、神魔を倒すために人間を巻き込んでも全く気に掛けないが、自分や父親と似た境遇にある者には優しさや甘い態度を見せる場面もあり、そのことを松風に訝しがられる。
物語終盤で美夕との仲違いが決定的となり、彼女に決戦を仕掛ける。その戦いで松風を失うと激高し、強力な力を発揮して美夕を追い詰めるが、ラヴァに首を切断されて敗北する。しかし、その状態でも生きており、美夕への復讐を誓い、自身の首を抱えて飛び去っていく。
松風（まつかぜ）
声 - 緒方恵美
冷羽が父の代わりとして肌身離さず持ち歩いている御所人形。父の死に際して生じた怒りと憎しみから意志を持つようになった、言わば冷羽の分身。
少年のような人格で、非常に口が悪く好戦的。冷羽が神魔に目覚める以前のことは知らないため、彼女がときおり見せる優しさにとまどうこともある。自力で動くことは滅多にないが、冷羽と同じく、空中を飛び、雪を操る力を持つ。
美夕との決戦では、彼女の炎に襲われた冷羽を捨て身でかばって焼かれ、物言わぬ人形へと戻る。

### その他の人物
各話に登場するゲストキャラクターのうち、ドラマCD版やラジオドラマ版を含め複数回に登場するもの、および主要人物と特に深く関わるもの。その他のゲストキャラクターの名前と配役については#各話リストを参照。
ユイリィ
声 - 岡村明美
香港の女道士。普通の人間だが、護符や釵で神魔と渡り合える力を持つ。
神魔を狩ろうとして報復として家族と恋人を神魔に殺され、復讐のため日本を訪れる。ラジオドラマ版にも登場する。東映映画『女必殺拳』が元になっている。
鬼術師（きじゅつし）
声 - 大塚明夫
冷羽の父で守護神魔の頭領。狐面を被った配下を率いている。
大正時代、旅芸人として1年ごとに、幼い美夕の前に現れては彼女を可愛がっていた。そして美夕が14歳の誕生日を迎えるのと同時に、守護神魔の一座を引き連れて、彼女を監視者に目覚めさせる儀式を行う。その直後にトンビ率いる鳥一族に襲撃され、配下ともども殺害される。
ドラマCD版にも夫婦揃って登場する。
学生（がくせい）
声 - 堀川亮
鬼術師率いる守護神魔一座の一員。顔を白塗りして学生服を着た青年。物事をあまり知らなかった幼い美夕に対して、淡々とした口調で様々な助言をする。美夕を監視者に目覚めさせる儀式には参加しなかったため、トンビ達による襲撃を免れる。その後は監視者となった美夕の前に現れ、自らの血を吸うように勧めて死亡する。作中で美夕が吸血した最初の人物となる。

### 神魔
主要人物と特に深く関わるものについて述べる。各話に登場するはぐれ神魔の名前と配役については#各話リストを参照。

#### 西洋神魔
ガーリンネ
声 - 置鮎龍太郎
ラヴァの旧友で、神魔を蝕み命を奪う「死水晶」の術を使う西洋神魔。
ラヴァには友情以上の感情を抱いている。幽霊船で日本に辿り着き、ラヴァを連れ戻そうとする。しかし、ラヴァの美夕への忠誠心は堅く、彼の手で倒される。
リリス
声 - 白鳥由里
ガーリンネの手下の少女。
オカリナを吹いて相手を苦しめる攻撃を行う。オカリナでラヴァを気絶させてガーリンネのもとへ届ける。オカリナを吹くポーズが美夕と似ているため不快感を示され、彼女の炎で倒される。外見は人間の少女の姿だが、その正体は骸骨。
バロウ
声 - 成田剣
ガーリンネの手下。
プレートアーマーをまとい、骨馬にまたがった騎士の姿をしている。鎧の中身はガス状。冷羽の吹雪で氷漬けにされ倒される。

#### 鳥
監視者の抹殺を宿命とするはぐれ神魔の一族。普段は人間として暮らしているが、その正体は鳥状の姿をしている。黒衣（くろご）姿の配下を使う。
トンビ
声 - 千葉繁
鳥の神魔。
大正時代、風車売りの男に成りすまして美夕に近づき、監視者に目覚めた直後の彼女を殺そうと企んだ。配下を率いて鬼術師と美夕の母を殺害し、美夕にも手に掛けようとするが、監視者の血に目覚めた彼女の炎に焼かれて闇に帰される。
モデルは原田芳雄であり、声を演じた千葉もアフレコのリハーサルで原田そっくりに演じたという。
井上 時哉（いのうえ ときや） / 比翼（ひよく）
声 - 関智一
鳥の神魔。
千里の兄。通っていた高校で人間関係に悩み、北海道の湿原へ傷心旅行に出かけていた。そこで鳥の姿をした嘴貪に出会い、自分が神魔であることを気付かされて覚醒する。武器は日本刀。北海道から戻ると美夕抹殺のために動き出し、自宅にある鏡から通ずる異空間で美夕と戦うも闇に帰される。
嘴貪には、妹の千里が神魔として覚醒するまでの時間稼ぎに利用されているに過ぎなかった。
嘴貪（しどん）
声 - 菊池正美
鳥の神魔。現代において、監視者抹殺の計画を着々と進めていた鳥一族の頭領。
第二話では人間の姿で露天商として初登場。千里が鳥の神魔であることを美夕に気付かせないため、神魔の気配を消す効力がある「友情のイコン」を二人に売る。物語終盤、千里が神魔として羽化しそうになったため、友情のイコンを消し去って彼女を覚醒させ、自身も配下を率いて美夕達に攻勢をかける。
ラヴァと互角以上に渡り合う実力の持ち主で、配下を引き連れて追い詰めながらも、ラヴァの奥の手である炎によって闇に帰される。

## 第二話放送中止と表現の自粛
第二話「次の駅で」は本放送では放送されず、第二話前半に美夕が千里たちと出会うという重要なシーンがあったため、本来第三話となる話の前半に第二話の前半を流用し、辻褄を合わせる編集が行われた。放送中止となった理由は公表されていないが、シリーズ構成を担当した早見裕司は自身の公式ブログ『うらそえ日記』で、猟奇過ぎるとのクレームがあった（神戸連続児童殺傷事件の影響があった）ため没となったと述べている。
その他、流血場面はほぼ血の色がわからないように処理され、第二十三話（本放送版の第二十二話）で冷羽の首がはねられるシーンも、本放送版では肩を切り裂かれるにとどまっている。
監督の平野俊貴は漫画『吸血姫美夕』第10巻のあとがきにおいて、具体的な言及はしていないものの、「不幸な事件」が重なったために厳しい規制のなかで制作せざるを得なかったことをほのめかしている。

## 主要スタッフ
- 原作・監督 - 平野俊貴
- 助監督 - 元永慶太郎
- シリーズ構成 - 早見裕司
- 原作・キャラクター原案 - 垣野内成美
- キャラクター設定 - 門之園恵美
- 神魔コンセプトデザイン - 寺岡賢司
- 美術監督 - 稲葉靖之
- 色彩設計 - 金丸ゆう子
- 撮影監督 - 白井久男
- 編集 - 田熊純
- 音響監督 - 本田保則
- 音楽 - 川井憲次
- プロデューサー - 山崎成人、高城一典
- アニメーション制作 - AIC
- 製作 - 美夕製作委員会

## 主題歌
オープニングテーマ『神魔の鼓動』
作曲、編曲 - 川井憲次 / 演奏 - 神楽
オープニングナレーションは岸田今日子が務めている。
エンディングテーマ『美夕八千夜』
作詞 - 垣野内成美 / 作曲 - 寺嶋民哉 / 編曲 - 川井憲次 / 歌 - 鈴木佐江子
エンディングテーマ『まんまる手まり歌』（最終話）
作詞 - 垣野内成美 / 作曲・編曲 - 川井憲次 / 歌 - 長沢美樹
挿入歌『逢いたい』（第八話）
作詞 - 前田耕一郎 / 作曲・編曲 - 川井憲次 / 歌 - 笠原弘子

## 各話リスト
第二話のカットにともない、本放送版では第三話が第二話、第五話が第三話として放送され、第六話以降一話ずつ繰り上がる。
| 話数       | サブタイトル   | 脚本              | 絵コンテ            | 演出               | 作画監督        | 放送日         | 主要ゲスト・神魔 - 声の出演                                                                                                 |
| ---------- | -------------- | ----------------- | ------------------- | ------------------ | --------------- | -------------- | --- |
| 第一話     | 牙は知っている | 早見裕司          | 平野俊貴            | 元永慶太郎         | 別所誠人        | 1997年 10月6日 | - 柳原麻巳子 - 篠原恵美 - 町山延生 - 岩永哲哉 - 山之内遥 - 雪野五月 - 神魔・牙龍 - 大友龍三郎                               |
| 第二話     | 次の駅で       | 早見裕司          | 平野俊貴            | もとながけいたろう | 門之園恵美      | 本放送未放映   | - 露店の男 - 菊池正美 - 青年 / 神魔・弄奢 - 井上和彦                                                                        |
| 第三話     | 森が呼ぶ       | 早見裕司          | 平野俊貴 亀垣一     | 元永慶太郎         | 本橋秀之        | 10月13日       | - 茂利浩市 - 結城比呂 - 茂利優子 - 氷上恭子 - 神魔（仮面） - 室園丈裕                                                       |
| 第四話     | 冷羽が来た     | 早見裕司          | 西森章              | 山崎茂             | 泉明宏 別所誠人 | 10月27日       | - 巡礼の父親 - 関俊彦 - 巡礼の娘 - 馬場澄江 - 神魔・艶儒 - 島本須美                                                         |
| 第五話     | セピアの肖像   | 早見裕司 山田光洋 | 西森章              | 松村康弘           | 佐々木敏子      | 10月20日       | - 大島容一 - 大塚明夫 - 大島夫人 - 弥永和子 - 神魔・眩影 - クレジット表記なし                                               |
| 第六話     | 美夕の亡霊     | 早見裕司          | 牧野行洋            | 牧野行洋           | 敷島博英        | 11月3日        | - 神魔・倣如 - 一条和矢 |
| 第七話     | 宿命           | 林民夫            | 山口武志            | 伊達勇登           | 田口広一        | 11月10日       | - 清志 - 太田正道 - 佳代 - 深水由美 - 神魔・躙獣 - 園部啓一                                                                 |
| 第八話     | 赤いくつ       | 早見裕司          | 元永慶太郎          | 元永慶太郎         | 中島里恵        | 11月17日       | - 有沢美峰 - 笠原弘子 - 樫原隆司 / 神魔・響敲 - 速水奨 - 美智子 - 雪野五月 - ヒロシ - 檜山修之                              |
| 第九話     | あなたの家     | 早見裕司          | 久志秀彰            | 久志秀彰           | 清水博明        | 11月24日       | - 高島泰寛 - 関俊彦 - 高島沙織 - 川村万梨阿 - 神魔・斑輝 - 一条和矢                                                         |
| 第十話     | 約束の沼       | 山田靖智          | 西森章              | 山崎茂             | 泉明宏 別所誠人 | 12月1日        | - 少年 - 柊美冬 - 神魔・蛇華 - 小林優子                                                                                     |
| 第十一話   | 柔らかい顔     | 林民夫            | 松村康弘            | 松村康弘           | 佐々木敏子      | 12月8日        | - 竜次 - 中村大樹 - 陽子 - 天野由梨 - 女医 / 神魔・黄繍 - 沢海陽子                                                          |
| 第十二話   | 葦の啼く庭     | 平田豊            | 牧野行洋            | 関口文彦           | 小山知洋        | 12月15日       | - 浦辺真樹 - 佐々木望 - 女 / 神魔・琥滌 - 島津冴子                                                                          |
| 第十三話   | 海の光（前編） | 早見裕司          | まついひとゆき      | 伊達勇登           | 山沢実          | 12月22日       | - ガーリンネ - 置鮎龍太郎 - リリス - 白鳥由里 - バロウ - 成田剣 - 梁 / 神魔・梁 - 松本保典 - 那海 / 神魔・那海 - 山口由里子 |
| 第十四話   | 海の光（後編） | 早見裕司          | 西森章              | 元永慶太郎         | 中島里恵        | 1998年 1月5日  | - ガーリンネ - 置鮎龍太郎 - リリス - 白鳥由里 - バロウ - 成田剣 - 梁 / 神魔・梁 - 松本保典 - 那海 / 神魔・那海 - 山口由里子 |
| 第十五話   | 人魚の夢       | 早見裕司          | 大地丙太郎          | 三條なみみ         | 山本佐和子      | 1月12日        | - 敏宏 - 千葉進歩 - 志津子 - 西原久美子 - 水族館館長 - 麻生美代子 - 神魔・鱗劫 - 手塚ちはる                                 |
| 第十六話   | 女道士         | 山田靖智          | 松村康弘            | 松村康弘           | 佐々木敏子      | 1月19日        | - ユイリィ - 岡村明美 - メイファ - 馬場澄江 - チャン道士 - 丸山詠二 - ヤン / 神魔・紅惑 - 山口勝平                          |
| 第十七話   | うつぼ舟       | 早見裕司          | 高瀬節夫            | 高瀬節夫           | 小山知洋        | 1月26日        | - 矢口恭一 - 田中秀幸 - 矢口紀江 - 滝沢久美子 - 高梨真弓 / 神魔・亜癒 - 三石琴乃                                            |
| 第十八話   | 夢幻の街       | 村井さだゆき      | 西森章              | 藤本次朗           | 門智昭          | 2月2日         | - 立木安彦 - 立木文彦 - 森山老人 - 藤本譲 - 立木の妻 / 神魔・妄蜘 - 新山志保                                                |
| 第十九話   | 人形師の恋     | 山田靖智          | 桜井弘明            | 吉田浩             | 清水博明        | 2月9日         | - 君原霞 - 佐久間レイ - 藤村優希 - 吉田古奈美 - 神魔・傀儡 - 柏倉つとむ                                                     |
| 第二十話   | 鱗翅の蠢惑     | 小中千昭          | 平野俊貴 元永慶太郎 | くし秀彰           | 西岡忍 本橋秀之 | 2月16日        | - 曽根璃莉 - 岩男潤子 - 曽根浩志 - 野沢那智 - モル - 野上ゆかな - 神魔・蠢奸 - 声なし                                       |
| 第二十一話 | 神魔の旗       | 早見裕司          | 西森章              | 泉明宏             | ささきとしこ    | 2月23日        | - 村長 - 沢木郁也 - 里 - 本間ゆかり - 神魔・幻汰 - 石丸博也 - 神魔・幻児 - 真殿光昭 - 神魔・幻像 - 野島健児                 |
| 第二十二話 | 美夕昔語り     | 早見裕司          | 平野俊貴            | 元永慶太郎         | 中島里恵        | 3月2日         | - 美夕の母 - 荘真由美 - 鬼術師 - 大塚明夫 - 学生 - 堀川亮 - 怪力男 - 郷里大輔 - 神魔・トンビ - 千葉繁                       |
| 第二十三話 | 対決のとき     | 早見裕司          | 西森章              | 藤本次朗           | 山沢実          | 3月9日         | - 冷羽の母 - 水谷優子 |
| 第二十四話 | 帰って来た男子 | 早見裕司          | まついひとゆき      | 安形裕篤           | 水野知己        | 3月16日        | - 井上時哉 / 神魔・比翼 - 関智一                                                                                            |
| 第二十五話 | 最後の神魔     | 早見裕司          | 松村康弘            | 別村陸             | 佐々木敏子      | 3月23日        | - 露店の男 / 神魔・嘴貪 - 菊池正美                                                                                          |
| 最終話     | 永遠の午睡     | 早見裕司          | 平野俊貴            | 元永慶太郎         | 門之園恵美      | 3月30日        | - 美夕の母 - 荘真由美 - 学生 - 堀川亮 - 神魔・トンビ - 千葉繁 - 神魔・嘴貪 - 菊池正美                                       |

※1997年12月29日は年末年始により放送休止。

## 関連作品

### ドラマCD
いずれも1998年発売。発売元はビクターエンタテインメント。
スペシャル・ドラマ I - II
『I』は千里、由香利、久絵の3人に焦点が当てられ、『II』は美夕と死無の出逢いと、冷羽の生い立ちが明らかにされている。
| 話数   | サブタイトル  | 脚本              | 収録盤             | 主要ゲスト・神魔 - 声の出演                                                                     |
| ------ | ------------- | ----------------- | ------------------ | ----------------------------------------------------------------------------------------------- |
| 第一話 | 夏の炎        | 山田靖智 山田健一 | スペシャルドラマI  | - 老人 / 神魔・臥縁 - 青野武                                                                    |
| 第二話 | 幻の響き      | 山田靖智 山田健一 | スペシャルドラマI  | - 由比達彦 - 関智一 - 神魔・霊樹 - 高木渉                                                       |
| 第三話 | 思い出の瞳    | 早見裕司          | スペシャルドラマII | - 糸川好江（マダム） - 藤田淑子 - 糸川早智子 - 金月真美 - 辰 - 檜山修之 - 神魔・望奪 - 銀河万丈 |
| 第四話 | 冷羽―風の中で | 早見裕司          | スペシャルドラマII | - 冷羽の父 - 大塚明夫 - 冷羽の母 - 水谷優子 - フクロウの神魔 - 沢りつお                         |

### ラジオドラマ
CDシネマ I - IV
ラジオ番組『瞳と光央の爆発ラジオ』内で放送されたラジオドラマを収録。テレビアニメ版完結後の物語で、第三話ではユイリィとの再会、第七話では冷羽との再対決が描かれている。テレビアニメ版とは異なる主題歌があり、シングルCDも発売されている。
| 話数   | サブタイトル     | 脚本     | 収録盤      | 主要ゲスト・神魔 - 声の出演                                                                                     |
| ------ | ---------------- | -------- | ----------- | --- |
| 第一話 | 幻を待つ海       | 山田健一 | CDシネマI   | - 潮 - 天野由梨 - 青年 / 神魔・海霊 - 子安武人                                                                  |
| 第二話 | 瞬きの街         | 山田靖智 | CDシネマI   | - 瞬 - 宮田始典 - 少女 - 中川亜紀子 - 神魔・環愚 - 古澤徹                                                       |
| 第三話 | 帰ってきた女道士 | 山田靖智 | CDシネマII  | - ユイリィ - 岡村明美 - メイファ - 大谷育江 - 神魔・霧乱 - 室園丈裕                                             |
| 第四話 | 霧に消えた肖像   | 山田健一 | CDシネマII  | - 荒木 - 辻谷耕史 - 神魔・影夢 - 永島由子                                                                       |
| 第五話 | 美夕夜話         | 小中千昭 | CDシネマIII | - 青年 泰 - 山崎たくみ - 女子高生 仁美 - 夏樹リオ - 看護婦 / 神魔・禍姦 - 安藤ありさ - D.J. 広瀬敬子 - 冬馬由美 |
| 第六話 | キジムナーの島   | 早見裕司 | CDシネマIV  | - 聡子 - 阪口あや - おばあ - 京田尚子 - 青年 - 上田祐司 - 紳士 / 神魔・曝暗 - 中田譲治                          |
| 第七話 | 冷羽ふたたび     | 早見裕司 | CDシネマIV  | - 人形師の老人 / 神魔・形擬 - 糸博                                                                              |

主題歌
オープニングテーマ『吸血姫 美夕』
作詞 - 垣野内成美 / 作曲 - 川井憲次 / 歌 - 鈴木佐江子
挿入歌『冷羽ひとり』
作詞 - 垣野内成美 / 作曲 - 川井憲次 / 歌 - 緒方恵美